# Hallelujah!
Hallelujah! ist ein Lied, das Vincent Youmans (Musik), Leo Robin und Clifford Grey (Text) verfassten und 1927 veröffentlichten. Die Nummer wurde zu einem beliebten Jazzstandard.

## Hintergrund
Das Lied Hallelujah! basiert auf einer Instrumentalnummer, die Vincent Youmans während seines Militärdienstes bei der US-Marine schrieb und darauf von Navybands und auch von John Philip Sousa gespielt wurde. Zehn Jahre später, bei den Vorbereitungen für ein Musical, bekam Youmans’ Komposition einen Text, der von Leo Robin und Clifford Grey stammte. Erstmals vorgestellt wurde der neue Song von Stella Mayhew und einem Chor in dem Broadway-Musical Hit the Deck, das am 25. April 1927 im New Yorker Belasco Theatre Premiere hatte. Der in E-Dur in der Form AABA geschriebene Song hat einen Umfang von anderthalb Oktaven, das auf seine Herkunft als Instrumentalnummer zurückzuführen ist; hervorzuheben ist die Offbeat-Synkopierung der A-Abschnitte. In der Londoner Aufführung des Musicals wurden die Worte Praise the Lord im Liedtext als Sakrileg empfunden und kritisiert.
Das Lied beginnt mit den Zeilen:
Sing Hallelujah Hallelujah!
And you’ll shoo the blues away
When cares pursue ya, Hallelujah!
Gets you through the darkest day.

## Erste Aufnahmen und spätere Coverversionen
Nat Shilkret war mit einer Aufnahme des Songs (Victor 20599, Gesang Franklyn Baur) in den USA erfolgreich; zu den weiteren Musikern, die den Song ab 1927 coverten, gehörten Phil Ohman/Victor Arden (Brunswick), Sam Lanin/Arthur Fields (Banner), Cass Hagan (Columbia), die California Ramblers (Edison), Art Kahn (Paramount), Harry Raderman (Okeh), Noble Sissle, in Berlin Arthur Briggs,  Herbert Glad, Mitja Nikisch, Lud Gluskin und Billy Bartholomew’s Delphians Jazz Band, in Paris Jean Wiener/Clement Doucet sowie Sam Wooding and His Orchestra. In Russland wurde Halleluja von Alexander Zfasman interpretiert; eine französische Fassung sang u. a. Henri Alibert (Pathé X.3587).
Der Diskograf Tom Lord listet im Bereich des Jazz insgesamt 338 (Stand 2015) Coverversionen, von denen die Fassungen u. a. von Bud Powell, Kenny Burrell, Glenn Miller, Charlie Parker und Fats Waller.
Der Song wurde auch in den beiden Filmfassungen (1929 bzw. 1955) des Musicals gesungen, 1955 von Jane Powell, Tony Martin, Kay Armen, Vic Damone, Ross Tambly und The Jubilaires.